# Eimbeckhausen
Eimbeckhausen ist ein Ortsteil der Stadt Bad Münder am Deister im Landkreis Hameln-Pyrmont in Niedersachsen. Er liegt an der B 442 zwischen Deister und Süntel.
Durch die Lage zwischen Deister und Süntel findet man hier viele Wander- und Radwege. Im erneuerten Dorfkern befindet sich der Heinrich-Buddensiek-Platz mit einer der seltenen Süntelbuchen.

## Geographie

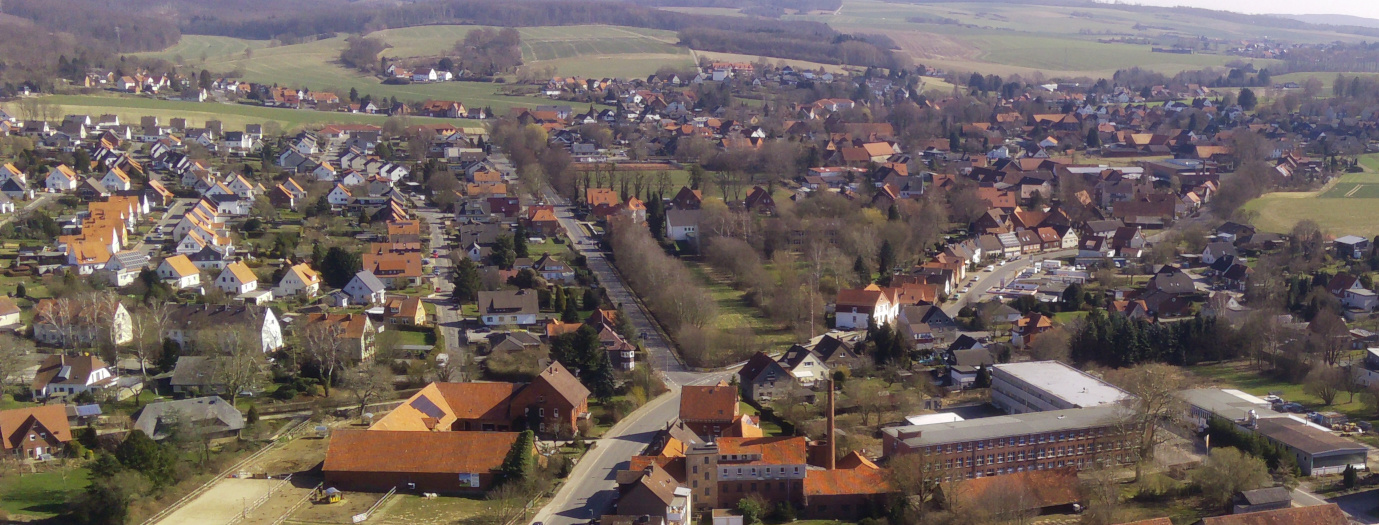
Luftbild von Eimbeckhausen

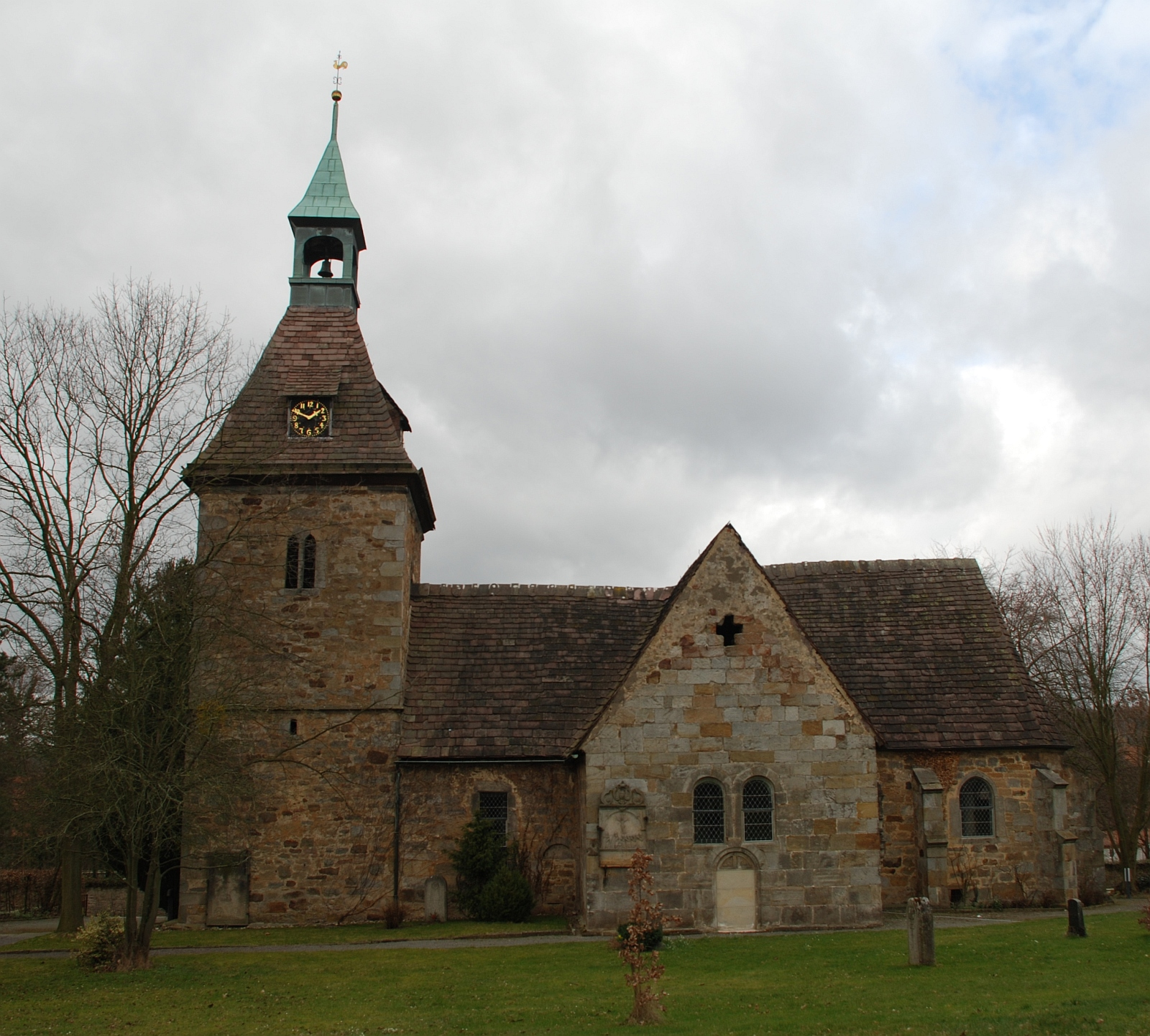
Evangelische Kirche St. Martin in Eimbeckhausen

Durch Eimbeckhausen führte die Bundesstraße 442. Es gibt eine Umgehungsstraße. Der Ort ist umgeben von den bewaldeten Gebirgszügen Deister und Süntel im Weserbergland, nördlich von Hameln. Durch den Ort fließt der Eimbeckhäuser Bach, ein Nebenfluss der Rodenberger Aue.

## Geologie
Eine geologische Erdschicht des Oberjura trägt den Namen „Eimbeckhäuser Plattenkalk“.

## Geschichte
In Eimbeckhausen wurden 1624 Hexenverfolgungen durchgeführt: Fünf Personen wurden in Hexenprozessen angeklagt, alle Verfahren endeten mit einer Hinrichtung.
Die Gemeinde Eimbeckhausen wurde am 1. Januar 1973 in die Stadt Bad Münder am Deister eingegliedert. Bei den letzten Volkszählungen vor der Eingemeindung hatte Eimbeckhausen 2385 (6. Juni 1961) bzw. 2458 Einwohner (27. Mai 1970).

## Religion
Die evangelische St.-Martin-Kirche (siehe auch Kultur und Sehenswürdigkeiten) gehört zum Kirchenkreis Hameln-Pyrmont im Sprengel Hildesheim-Göttingen der Evangelisch-lutherischen Landeskirche Hannovers.
Die katholische St.-Godehard-Kirche wurde 1960 erbaut und 1993 wieder geschlossen. Das Gebäude befindet sich heute in Privatbesitz.

## Politik
Ortsbürgermeisterin ist seit 2021 Femke Skupin.
Eimbeckhausen trägt ein Stuhlsymbol im Wappen.

## Kultur und Sehenswürdigkeiten
- Im Ort befindet sich das Deutsche Stuhlmuseum Eimbeckhausen. Es nimmt Bezug auf die Deister-Stuhlindustrie, die im Jahr 1820 hier den Anfang nahm.[5] Der Ort wird auch als Stuhldorf bezeichnet.
- Die Kirche St. Martin, deren älteste Teile dem 12. Jahrhundert stammen, liegt direkt an der Ortsdurchfahrt (alte B442) und prägt das Ortsbild.
- Von der Wassermühle des Ritterguts Eimbeckhausen stammen Teile der Fachwerk-Fassade des Hauses Knochenhauerstraße 34 in der Altstadt der Landeshauptstadt Hannover.[6]

## Wirtschaft und Infrastruktur

### Unternehmen
- Hytera Mobilfunk GmbH (ehemals Rohde & Schwarz Professional Mobile Radio GmbH) ist Hersteller und Lieferant für Funksysteme und Funkendgeräte (TETRA, Digital Mobile Radio, Analog). Zu den Kunden zählen Behörden und Organisationen mit Sicherheitsaufgaben ebenso wie die Öl- und Gaswirtschaft, Verkehrsunternehmen, Flughafenbetreiber und militärische Nutzer.
- Der Büromöbelhersteller Wilkhahn mit weltweit 600 Mitarbeitern hat hier seinen Hauptsitz.

### Historische Unternehmen der Stuhlindustrie
Auf Grund des Holzreichtums der umliegenden Wälder von Deister und Süntel gab es in Eimbeckhausen viele handwerkliche Stuhlbauer, die im 19. Jahrhundert auch in sogenannten Stuhlbauergenossenschaften organisiert waren. Zur Zeit der Industrialisierung haben sich hier mehrere Stuhlfabriken angesiedelt, wovon nur noch ein Büromöbelhersteller (Wilkhahn) übrig blieb. Zu den Herstellern gehörten:
- Friedrich Bormann ohG Sitzmöbelfabrik (bis 1972), Unter dem Thie
- Wilhelm Wellner Stuhlfabrik (bis 1991), Am Bach
- Wente & Söhne Stilmöbelfabrik (bis ca. 1999), Fritz Hahne Straße
- Wilhelm Benze Sitzmöbel

Wilhelm Benze Sitzmöbel GmbH & Co KG, später benze collection Sitzmöbelwerk Hüls GmbH & Co KG  (ca. 1820-1997)
Die Anfänge der Firma Benze in Eimbeckhausen liegen in der Nienstedter Straße, wo Johann Wilhelm Benze (ca. 1790 bis 1840) neben der Kleinstlandwirtschaft auch seit etwa 1820 Stuhlbau auf handwerklicher Basis betrieb. Sein Sohn Fritz Benze (1820–1896) baute ab ca. 1880 einen größeren landwirtschaftlichen Betrieb an der Münderschen Straße, der zunehmend zur Dampfsägerei umgebaut wurde. Fritz Benze’s Sohn Wilhelm I (1857–1917) und dessen Sohn Wilhelm II Benze (1890–1951) stiegen nach 1900 in den kompletten Stuhlbau ein. Diese vertikale Integration erlaubte es, die gesamte Marge der Prozesskette des Stuhlbaus (Sägen, Trocknen, Schleifen, Leimen, Lackieren und Polstern) zu vereinnahmen. Dies und der Handel mit Stühlen nach Holland, was sich besonders in der Inflationszeit von 1923 als außerordentlich profitabel und ertragreich herausstellte, waren die Grundlage für den außerordentlichen Aufschwung von den 1930er bis in die 1960er Jahre. In dieser Zeit beschäftigte Benze teilweise mehr als 300 Mitarbeiter und stellte die größte Stuhlfabrik im Ort dar, mit einer Tagesproduktion von über 1000 Stühlen. Besonders Wilhelm II besaß die Kombination aus unternehmerischem und erfinderischem Talent und industrialisierte die Stuhlproduktion früh in der Region. Er ermöglichte seinen Mitarbeitern durch Ankauf verbilligter Baugrundstücke (Siedlung Im Sonnenwinkel) und durch Verfügungstellung zinsgünstiger Kredite den Bau eigener Häuser. Die zunehmende Konkurrenz aus Ost-Europa und China drückte Anfang der 1970er Jahre auf die Margen und auch der Einstieg in die Tischproduktion 1974 und ein modernes Marketing-Konzept konnten den Margenverfall nicht aufhalten. 1977 musste Benze Konkurs anmelden, wurde von Hülsta/Stadtlohn übernommen und fortan als benze collection Sitzmöbelwerk Hüls GmbH & Co KG geführt. Auch Hülsta reduzierte über die Zeit die Fertigungstiefe und stellte den Benze-Stuhlbau nach fast 180 Jahren am 31. Dezember 1997 ganz ein.

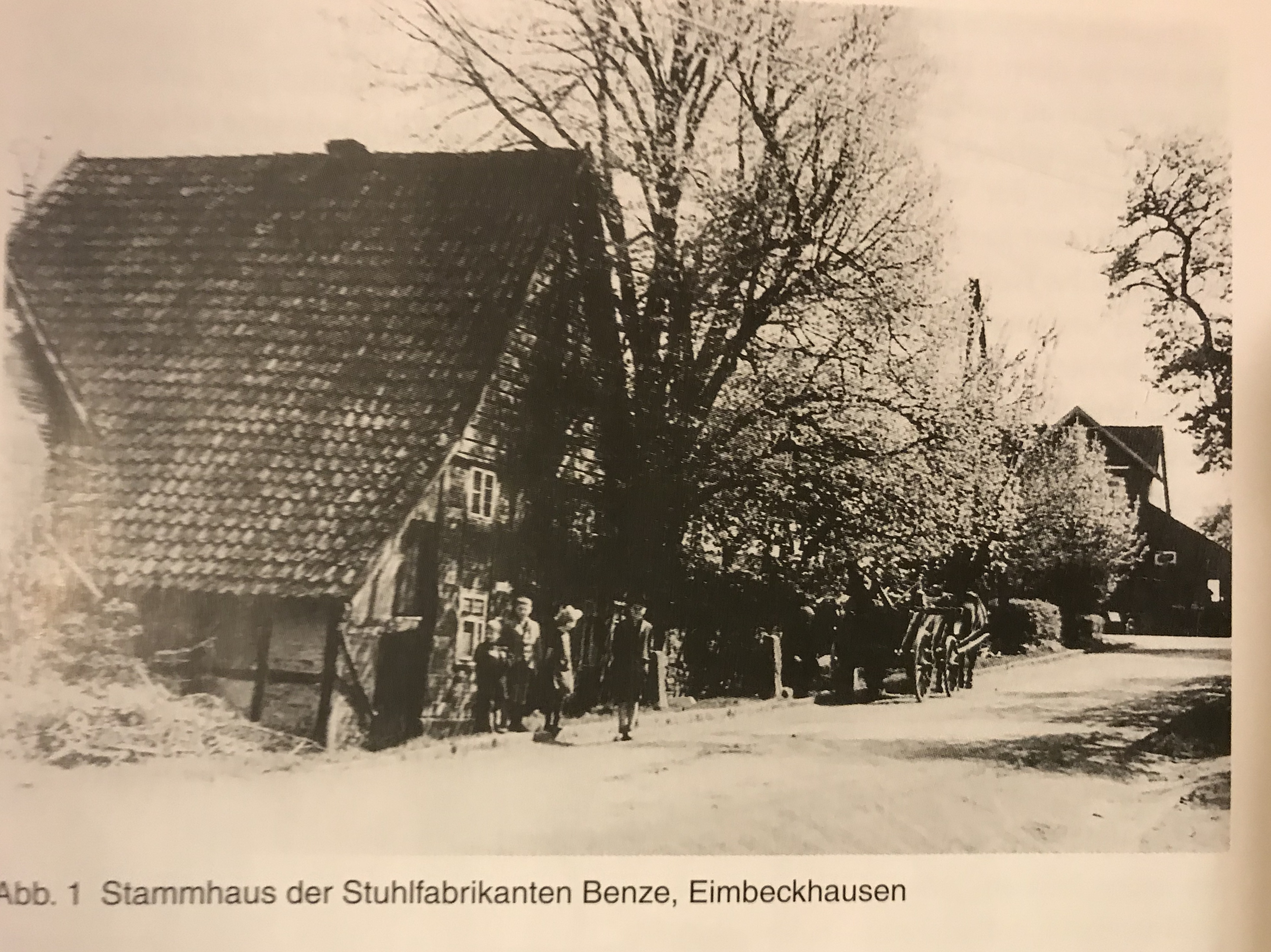
Stammhaus der Fa. Benze ca. 1870
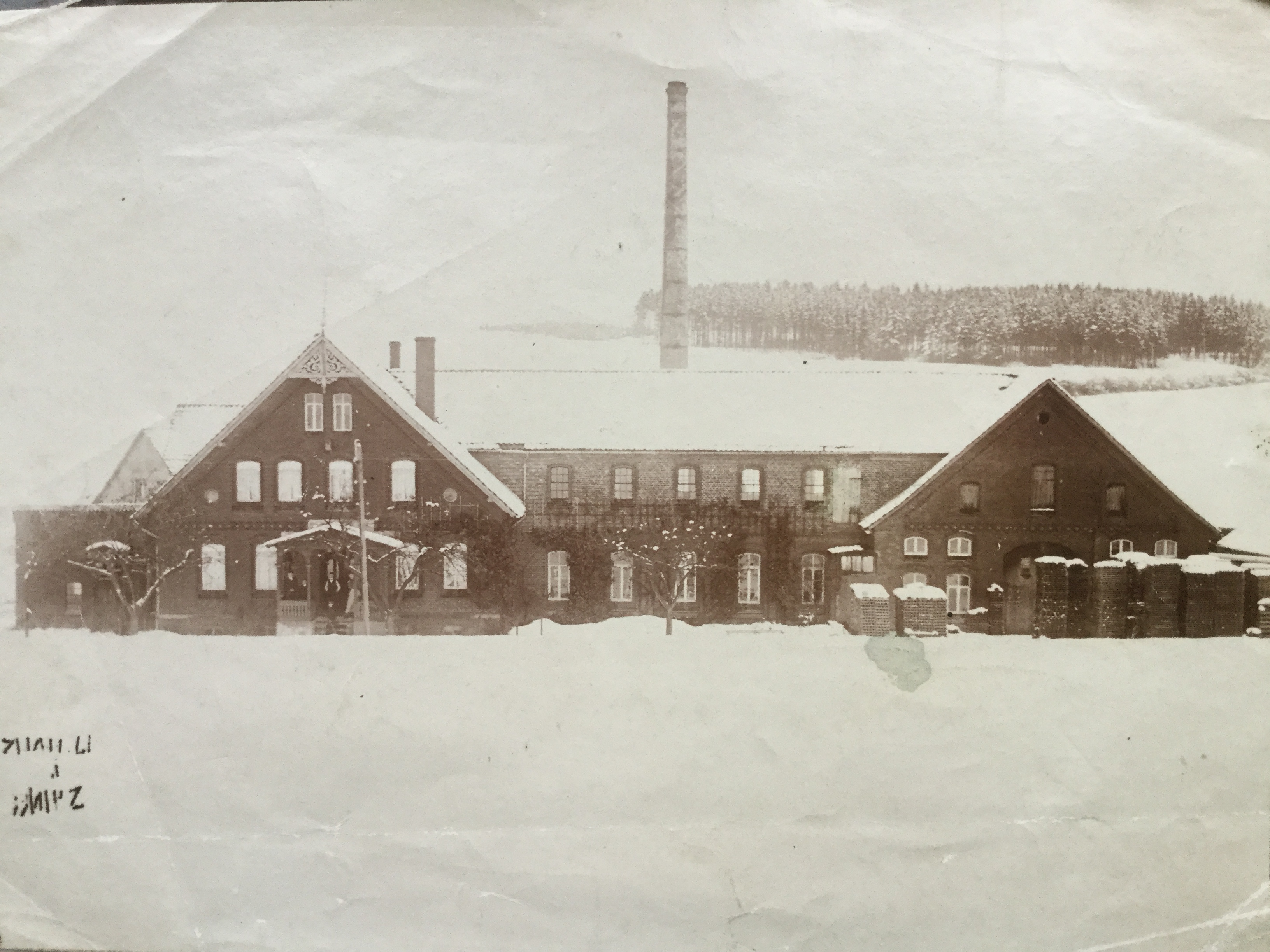
Dampfsägerei Benze ca. 1895
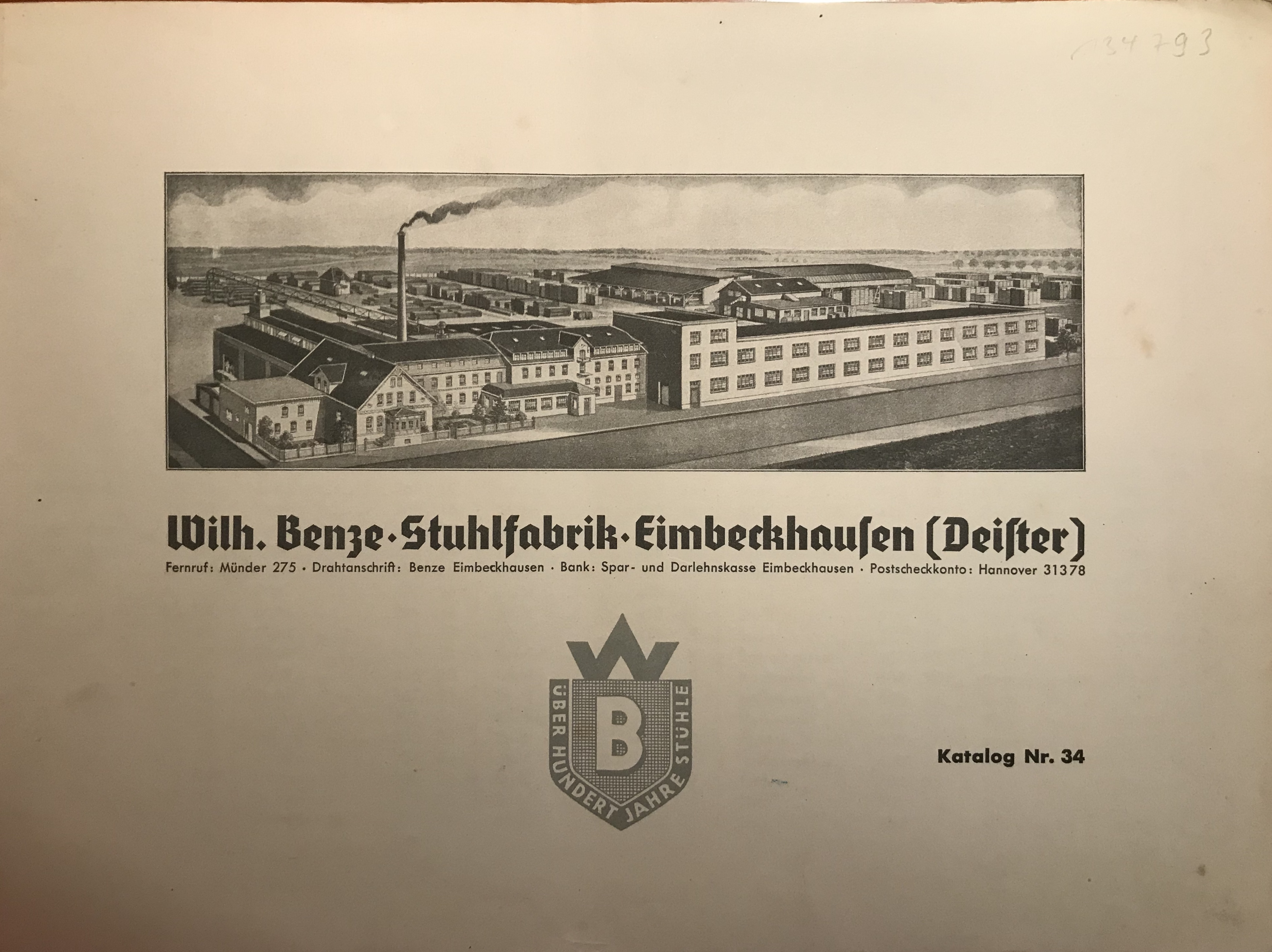
Stuhlfabrik Benze ca. 1932
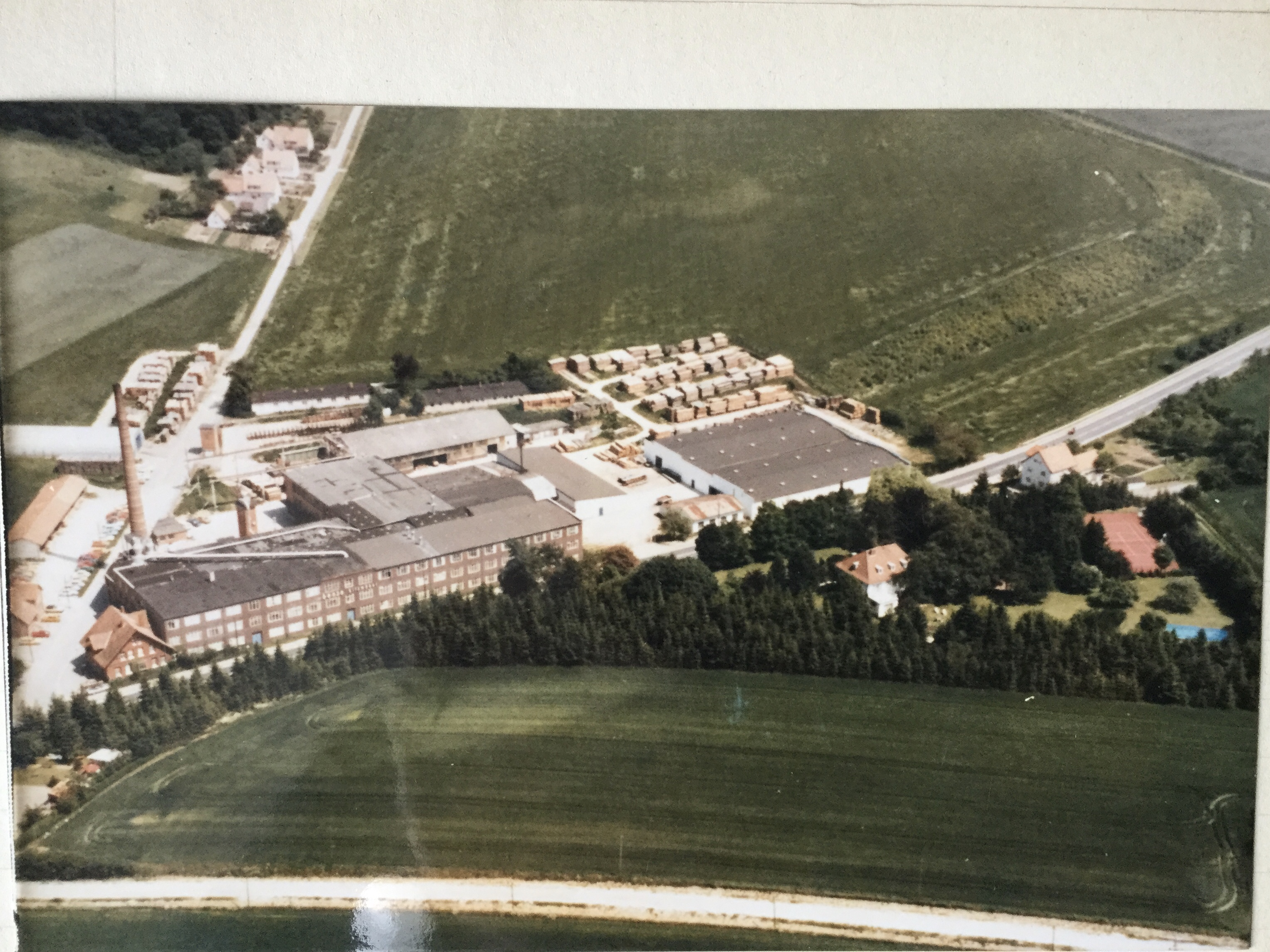
Benze Sitzmöbelfabrik Eimbeckhausen 1977 (von Süd-Westen)

### Bildung
In Eimbeckhausen befinden sich eine Grundschule und ein DRK-Kindergarten.

### Verkehr
Die Bundesstraße 442 führt seit Sommer 2011 um den Ort herum und bietet eine Verbindung zur Bundesautobahn 2. Der etwa 7 Kilometer entfernte Bahnhof Bad Münder (Deister) an der Bahnstrecke Hannover – Hameln – Altenbeken wird von der S-Bahnlinie 5 Paderborn – Hameln – Hannover Hbf – Hannover Flughafen bedient.
Das Ultraleichtfluggelände Eimbeckhausen liegt etwa 1,5 km südlich der Ortsmitte.

## Persönlichkeiten

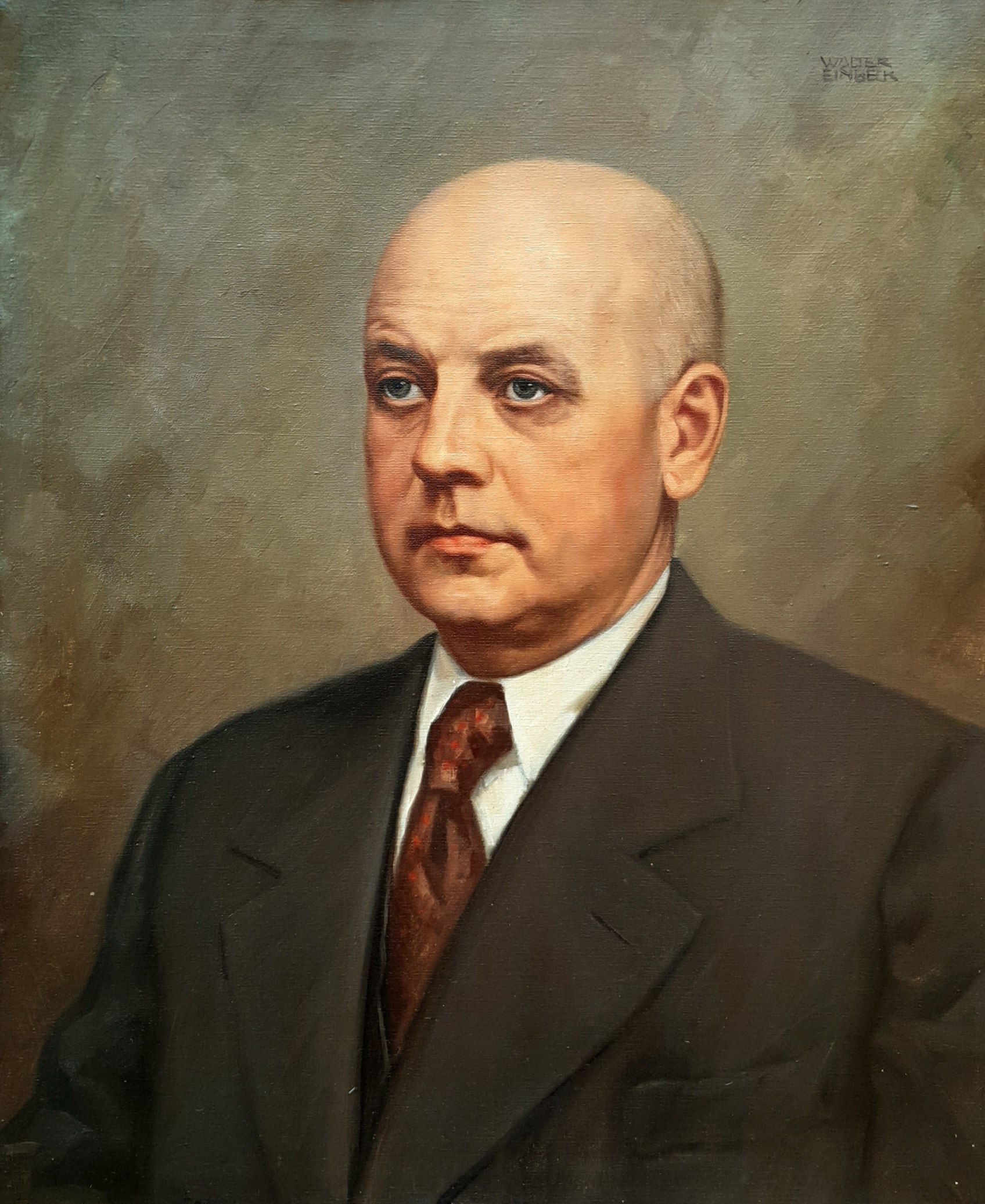
Wilhelm II Benze (1890-1951)

- Adelheid Tileken (–1624), mit ihrer Hinrichtung begannen in Eimbeckhausen die Hexenprozesse.[9]
- Cordt von Brandis (1888–1972), Freikorpsführer und Verfasser mehrerer Bücher
- Wilhelm (II.) Benze (1890–1951), Unternehmer[10]
- Hans Piepho (1909–1993), Zoologe, Entomologe und Hochschullehrer
- Fritz Hahne (1920–2008), Unternehmer, langjähriger geschäftsführender Gesellschafter der Wilkhahn GmbH & Co KG